# 宗明

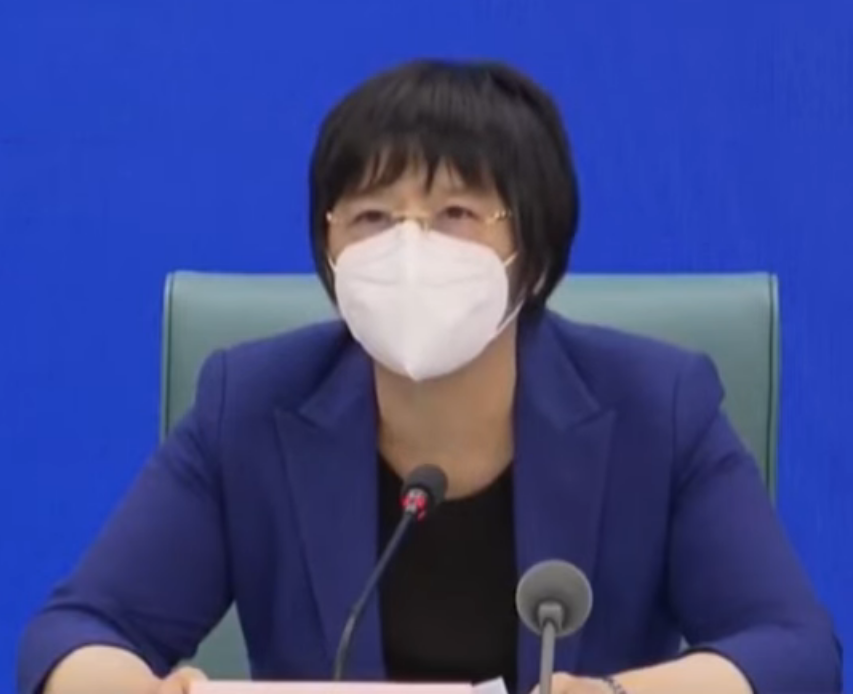
2022年5月16日出席上海市疫情防控新闻发布会的宗明

宗明（1963年1月—），女，汉族，江苏宜兴人，中华人民共和国政治人物，高级政工师。现任上海市人大常委会副主任。

## 生平
宗明于1999年赴澳大利亚乐卓博大学MBA学习，2005年毕业于上海大学社会学专业，研究生学历，法学博士学位。
曾任共青团上海川沙县副书记，书记，川沙县委办副主任，川沙县团委书记、浦东新区团工委副书记、团市委常委。1997年任团市委副书记、浦东新区团工委书记。2001年任上海电视台党委书记，2002年兼任上海文广新闻传媒集团党委书记。2006年任中共杨浦区委副书记、区长。2009年任中共上海市委宣传部副部长，后任上海市人民政府副秘书长。2019年担任上海市人民政府副市长。2023年1月15日当选为上海市人大常委会副主任。